# Simulium assadovi
Simulium assadovi es una especie de insecto del género Simulium, familia Simuliidae, orden Diptera.
Fue descrita científicamente por Dzhafarov, 1956.